# Trunks
Trunks (トランクス, Torankusu?) er en fiktiv figur fra Dragon Ball
Trunks ses første gang i bind nr. 28 hvor han kommer fra fremtiden i en tidsmaskine.
Han kommer for at advare Son-Goku og ko. om de androider der snart vil blive "sluppet løs" (c-18 og c-17). Trunks kommer også fordi han vil lærer at blive stærkere da hans fremtid fuldstændig er blevet overtaget af c-17 og c-18. Senere finder man ud af han er søn af Vejita og Bulma. I den rigtige tidslinje bliver han født efter celles – og Son-Gokus – død.
| Anime- eller mangafigur | Spire Denne artikel om en anime- og/eller mangafigur er en spire som bør udbygges. Du er velkommen til at hjælpe Wikipedia ved at udvide den. |